# Boka
De Boka waterval is een 144 meter hoog en 18 meter brede waterval gelegen in het Triglav Nationaal Park in het noordwesten van Slovenië.
Het ligt bij Log Čezsoški, iets ten zuiden van Bovec en de rivier de Soča. Normaal komt er circa twee Kubieke meter water per seconde naar beneden, bij zware regenval kan dit tot 100 Kubieke meter oplopen.